# 太医院 (北京故宫)
39°56′02″N 116°23′54″E / 39.933812°N 116.3984096°E

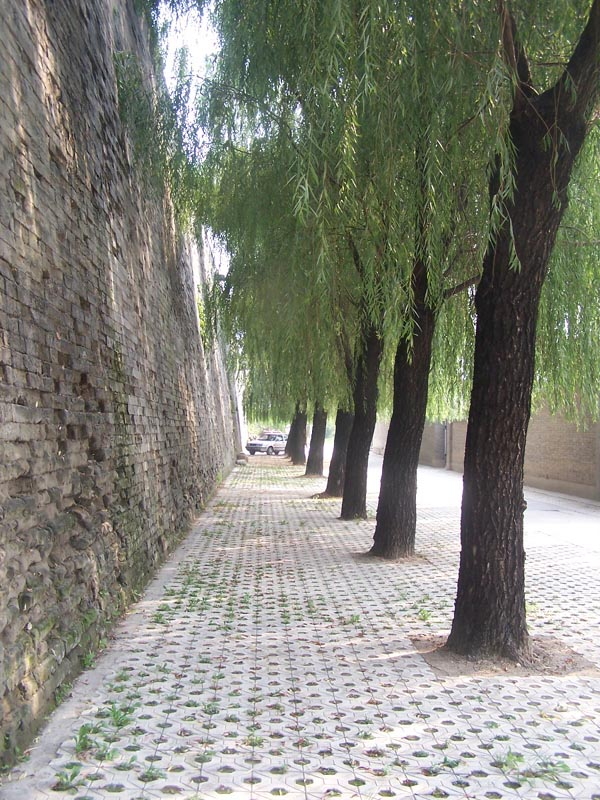
御药房、太医院东侧的小道，左为紫禁城东城墙。自北向南拍摄

太医院，位于紫禁城东路、南三所东侧偏南，是清朝太医院在紫禁城内设立的“六直”直房。

## 简介

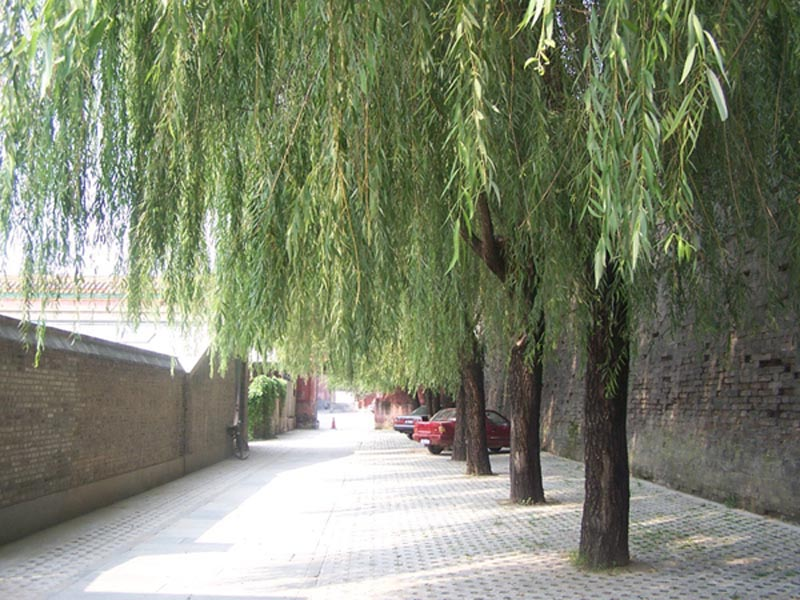
御药房、太医院东侧的小道，右为紫禁城东城墙。自南向北拍摄

《钦定大清会典》载，“太医院凡侍直，自院使至医士，以所业专科分班侍直。给事宫中者，曰宫直，给事外廷者，曰六直。宫直于各宫外班房侍直，六直于东药房侍直，各以其次更代。”
太医院“六直”直房位于南三所东侧偏南。南三所东侧有两组建筑，靠北者为御药房，靠南者为太医院。